# Jarreh-ye Vostá
Jarreh-ye Vostá (persiska: جَرِّۀ ميان, جَرميان, جَرِّهِ مِيان, جرّه وسطی, Jarreh-ye Mīān) är en ort i Iran.   Den ligger i provinsen Bushehr, i den centrala delen av landet, 700 km söder om huvudstaden Teheran. Jarreh-ye Vostá ligger 103 meter över havet och antalet invånare är 172.
Terrängen runt Jarreh-ye Vostá är platt åt sydväst, men åt nordost är den kuperad.Runt Jarreh-ye Vostá är det ganska glesbefolkat, med 43 invånare per kvadratkilometer. Närmaste större samhälle är Vaḩdattīyeh, 12,7 km sydost om Jarreh-ye Vostá. Trakten runt Jarreh-ye Vostá är ofruktbar med lite eller ingen växtlighet.